# Балахнинська культура
Балахнинська культура — археологічна культура новокам'яної доби. що була поширена у Середньому та Костромському Надволжі та у Нижньому Пооччі від Мурому на заході й річки Свіяга — на сході. Датується 3500-2500 роками до н. е..
Названа за стоянкою у місті Балахна Нижньгородської області.
Входить в спільність культур ямково-гребінцевої кераміки.

## Житло
Для культури характерні стоянки й поселення, розташовані на піщаних останцях в заплавах великих річок. 
Народ-носій культури жив в напівземлянках під-чотирикутної форми стовпової конструкції.

## Поховання
Могильники невідомі.

## Інвентар
Глиняний посуд виготовлявся з домішкою піску або дробленого каменю, орнаментована глибокими конічними або круглими ямками, нанесеними белемнітом в поєднанні з відтисками зубчастого штампу й раковин-амонітів. Посудин мав витягнуту напів-яйцеподібну форму з округлим дном.
Кам'яні знаряддя праці виготовлялися зі сколів й шматків кременю. Ножеподібних пластин й знарядь порівняно небагато. Найчисленніші скребки, наконечники стріл й дротиків, ножі. Інші знаряддя: сокири, тесла, свердла та інші.
Дуже мало збереглося виробів з кістки. Ретельно виточений кістяний гарпун знайдений на Земетчинському поселенні. 

## Заняття населення
Головні заняття — полювання й рибальство й збиральництво.

## Походження
Культура сформувалася на базі льяловської культури ямково-гребінцевої кераміки у Пооччі.
На початку 3-го тисячоріччя до н. е. частина балахнинських племен взяла участь у формуванні волосівської культури, а інша частина пересувається у північні райони Надволжя, де балахнинська культура трансформується в культуру сітчастої кераміки.

## У Мордовії
У сточищі Мокші та Вада у Ковилкінському й Зубово-Полянському районах Мордовії розкопані Андреєвська й Імеркська стоянки, що відносяться до балахнинської культури.

## У Пензенській області
На територію Пензенської області балахнинці прийшли в другій половині 4-го тисячоліття до н. е. в період розвиненого неоліту.
Залишки балахнинської культури виявлено на поселеннях Озименки (Наровчатський район), Земетчино (виявлено ретельно виточений кістяний гарпун), Єрня й Калашний Затон (околиці Пензи), Чернишово (Бєлінський район).